# 地藏橋站
地藏橋站（日语：／ Jizōbashi eki */?）是一位於日本德島縣德島市西須賀町西開，隸屬於四國旅客鐵道（JR四國）的鐵路車站。車站編號為M04。現時只停靠普通列車，本站自1975年已經為無人站。過往曾經有地區義工在站務室代為售票，但當2008年加裝了自動售票機後，委託服務也停止了。
1934年至41年期間，本站與中田站之間曾經設有「丈八站」。
本站能徒步前往日本最低天然形成的山－辯天山。

## 車站結構
現存有簡易木製站房一座，自建站至今已存在。只設有候車室及已停用的站務室。洗手間位於改札口外。車站由於位處德島市邊緣位置，民居不算太多，使用人數亦偏少，站前廣場亦相對較為閑靜。
本站原來設計為島式月台1個，設有1面2線配置，但靠近站舍一邊的路軌因業務清閑而撤去，因而變成為側式月台，列車不能在本站交換，有效長度為4輛。有蓋候車亭位處月台入口旁，長度不足1輛列車長度。出入月台靠末端向文化之森站方向的斜道，再連接小路前往站舍。站舍和月台間本是以平交道連接，但因路軌設去，平交道實際上亦不再存在。列車停靠時，往德島方向為右側上落；往南小松島方向為左側上落。

### 月台配置
| 路線    | 方向 | 目的地                         |
| ------- | ---- | ------------------------------ |
| ■牟岐線 | 下行 | 阿南、牟岐、阿波海南方向       |
| ■牟岐線 | 上行 | 德島、板野、穴吹、阿波川島方向 |

## 歷史
- 1913年4月20日：隨阿波國共同汽船屬下的小松島輕便鐵路通車而啟用。
- 1917年9月1日：小松島線隨阿波國共同汽船國有化。
- 1961年4月1日：改為歸入於牟岐線。
- 1975年：無人化，業務委託化。
- 1987年4月1日：日本國鐵分割民營化，車站的營運由JR四國繼承。
- 2008年12月：業務委託化停止。

## 歷年乘車人數
- 415人（1995年度）
- 398人（1996年度）
- 374人（1997年度）
- 351人（1998年度）
- 323人（1999年度）
- 299人（2000年度）
- 282人（2001年度）
- 273人（2002年度）
- 271人（2003年度）
- 252人（2004年度）
- 229人（2005年度）
- 232人（2006年度）
- 213人（2007年度）
- 237人（2008年度）
- 256人（2009年度）
- 269人（2010年度）

## 相鄰車站
四國旅客鐵道（JR四國）
■牟岐線
文化之森（M03）－地藏橋（M04）－中田（M05）

## 外部連結
- JR四國地藏橋站